# Федченко Василь Харлампійович
Васи́ль Харлампі́йович Фе́дченко (4 квітня 1907, Новий Буг — 24 червня 1979, Ворошиловград) — український радянський скульптор і педагог; член Спілки радянських художників України.

## Біографія
Народився 22 березня [4 квітня] 1907 року в місті Новому Бузі (нині Миколаївська область, Україна). Протягом 1926—1928 років навчався в Миргородському художньо-керамічному технікумі (викладач Федір Балавенський); протягом 1928—1932 років — у Київському художньому інституті (викладачі Бернард Кратко, Макс Гельман і Іван Севера).
Працював викладачем у Ворошиловградському художньому училищі. Серед його учнів Микола Бунін, Олексій Лакатош, Ілля Овчаренко. Член КПРС з 1962 року.
Проживав у Ворошиловграді (нині Луганськ), у будинку на вулиці Демехіна № 27, квартира № 65. Помер у Ворошиловграді 24 червня 1979 року.

## Творчість
Працював у галузі станкової та монументальної скульптури. Серед робіт:
скульптура
- «В школу» (1947, бронза);
- «Молодогвардійці» (1951, у співпраці з Василем Агібаловим і Віктором Мухіним; Національний художній музей України[2]);
- «Прокляття війні» (1957, цемент);
- портрет Героя Радянського Союзу льотчика М. Писаревського (1961);
- «Катерина» (1964);
- «Сергій Тюленін» (1964, штучний камінь);
- «Володимир Ленін» (1966);
- «Комсомоліє, на коня!» (1967, залізобетон)
- «Портрет лікаря» (1968, бетон);
- «Чайка» (1969);
- портрет мологвардійця Івана Земнухова (1970, металізований бетон);

пам'ятники
- Володимиру Леніну у Красному Лучі (1944, бронза; у співпраці);
- радянським воїнам на братських могилах у Кадіївці (1946, бетон) та Ворошиловграді (1947);
- Молодогвардійцям у Краснодоні (1954, бронза, граніт; у співпраці з Віктором Мухіним та Василем Агібаловим, архітектор Олександр Сидоренко);
- Володимиру Леніну у Ворошиловграді (1958, у співпраці з Віктором Мухіним, Василем Агібаловим та Іваном Чумаком);
- Героям — визволителям Ржева (1963, у співпраці з Віктором Мухіним та Іваном Чумаком, архітектори Т. Шульгіна, О. Усачов);
- «Україна — визволителям» у смт Міловому (1972, у співпраці зі скульпторами Віктором Мухіним, Іллею Овчаренком, Іваном Чумаком, архітекторами Анатолієм Єгоровим, Георгієм Головченком, Іваном Міньком).

Брав участь у всеукраїнських виставках з 1931 року, всесоюзних з 1951 року, зарубіжних з 1953 року.

## Відзнаки
- Заслужений діяч мистецтв УРСР з 1956 року;
- Державна премія УРСР імені Тараса Шевченка (1973; за монумент «Україна — визволителям»)[1].